# John D. Rockefeller III
John D. Rockefeller III (New York, 21 maart 1906 - Mount Pleasant (New York), 10 juli 1978) was een Amerikaans filantroop.

## Biografie
John D. Rockefeller III werd geboren als oudste zoon van John D. Rockefeller jr. en Abby Aldrich Rockefeller. Hij was een kleinzoon van John D. Rockefeller. Hij had een zus, Abby, en vier broers, Nelson Rockefeller, Laurance Rockefeller, Winthrop Rockefeller en David Rockefeller. Rockefeller was verbonden aan verschillende instellingen, zoals de Rockefeller-universiteit. Hij richtte de Asia Society op, die zich toelegde op onderwijs in Azië.
Rockefeller huwde in 1932 met Blanchette Ferry Hooker. Ze kregen vier kinderen: Jay Rockefeller, Hope Aldrich Rockefeller, Sandra Ferry Rockefeller en Alida Ferry Rockefeller. Hij overleed in 1978 door een auto-ongeval nabij het buitenverblijf van de Rockefellers.